# بارات شاکینسکی
بارات شاکینسکی (ترکی آذربایجانی: Barat Həbib qızı Şəkinskaya؛ ۲۸ ژوئن ۱۹۱۴ – ۱۴ ژانویهٔ ۱۹۹۹) هنرپیشه اهل جمهوری آذربایجان بود.